# Phalaenopsis pulcherrima
Phalaenopsis pulcherrima là một loài lan được tìm thấy ở đảo Hải Nam cho đến miền tây Malesia.

## Hình ảnh

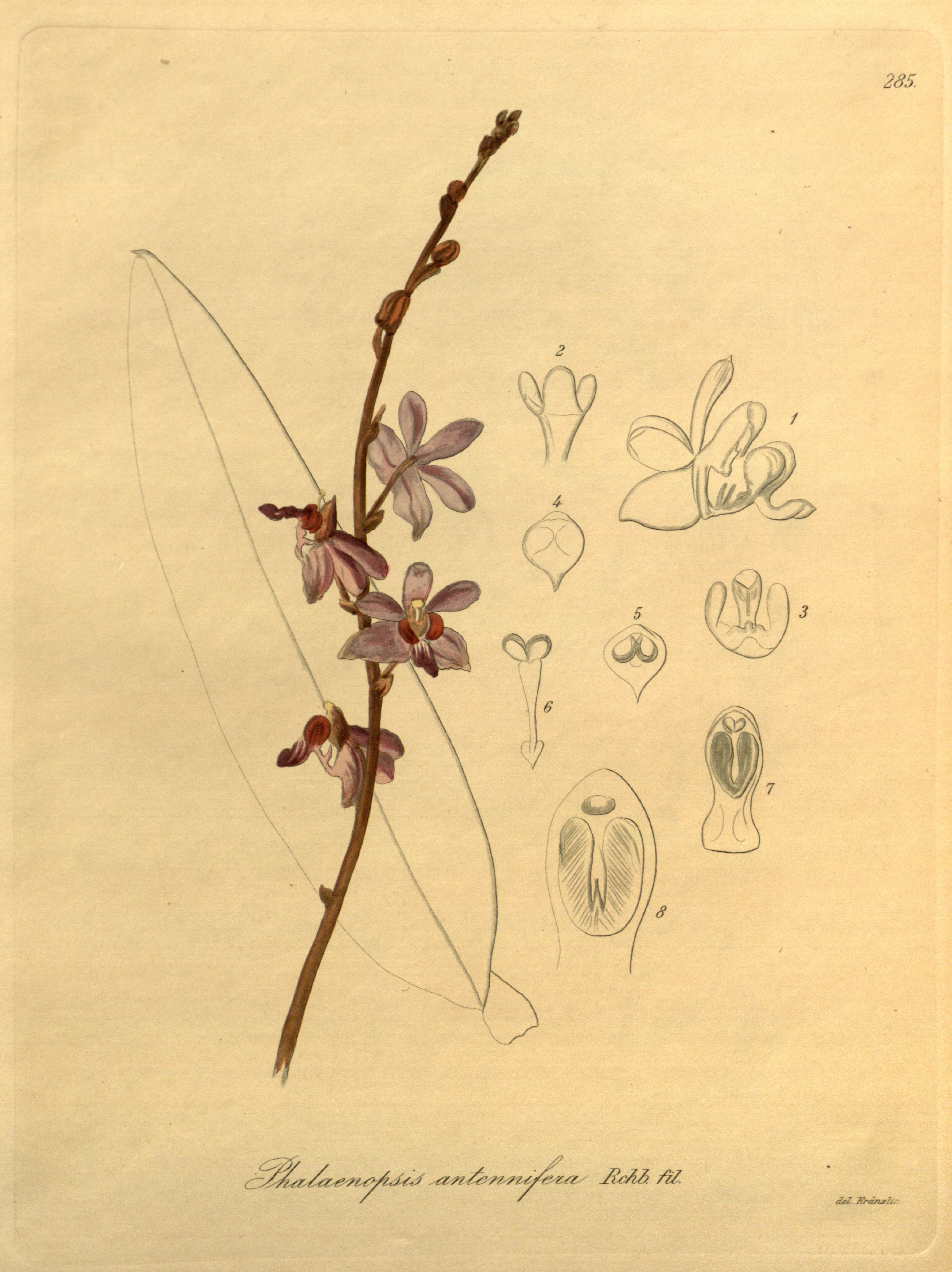
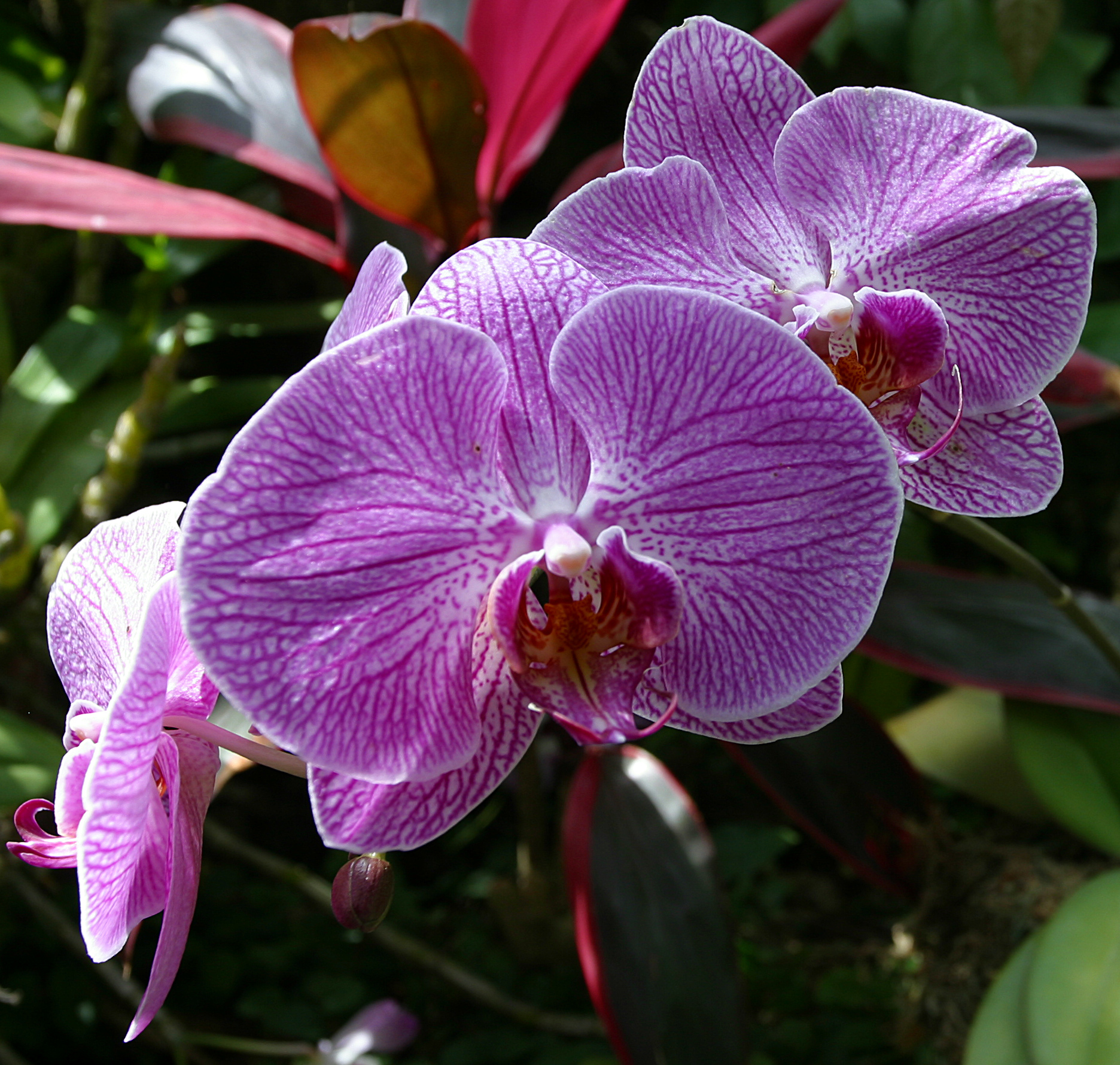
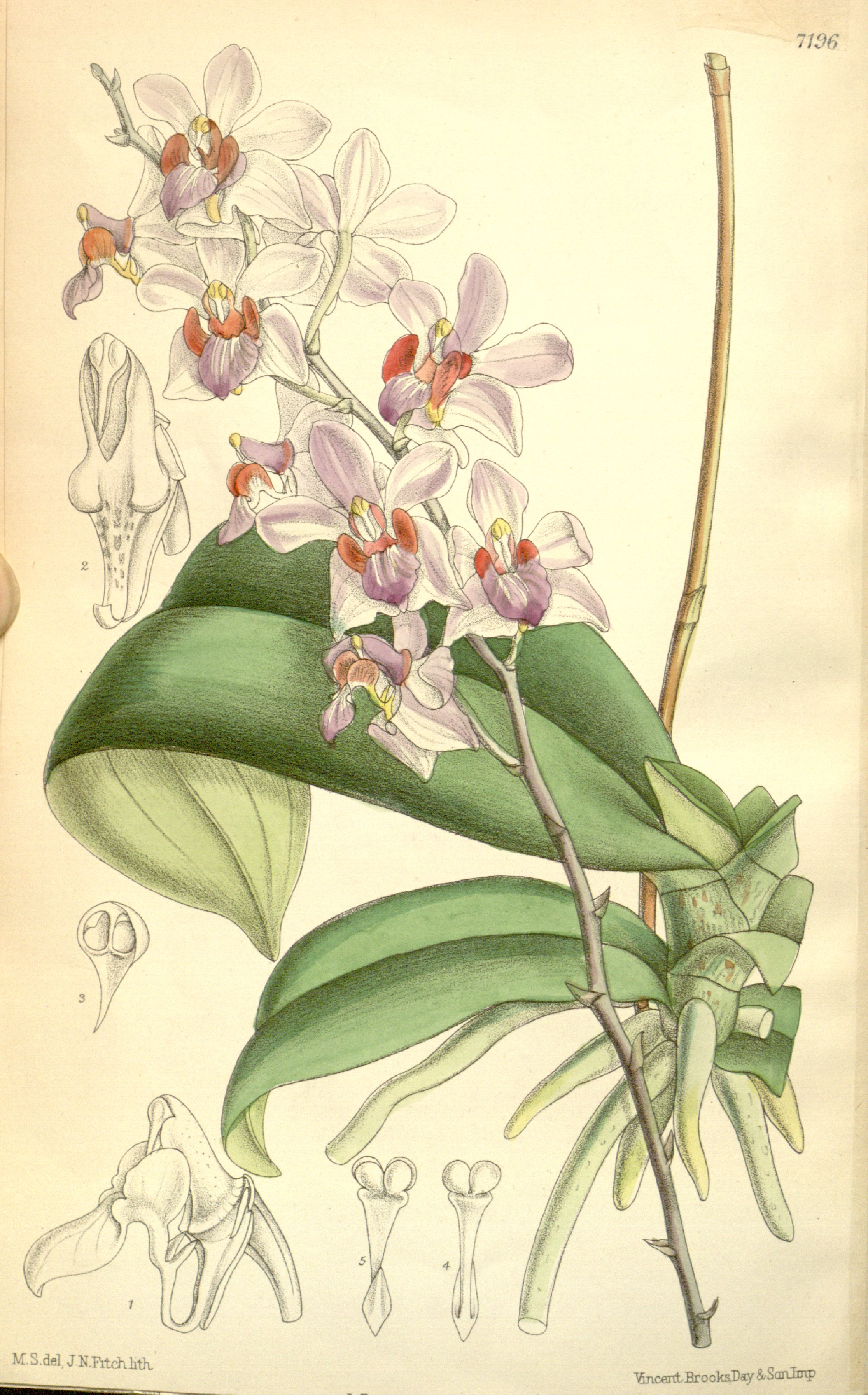
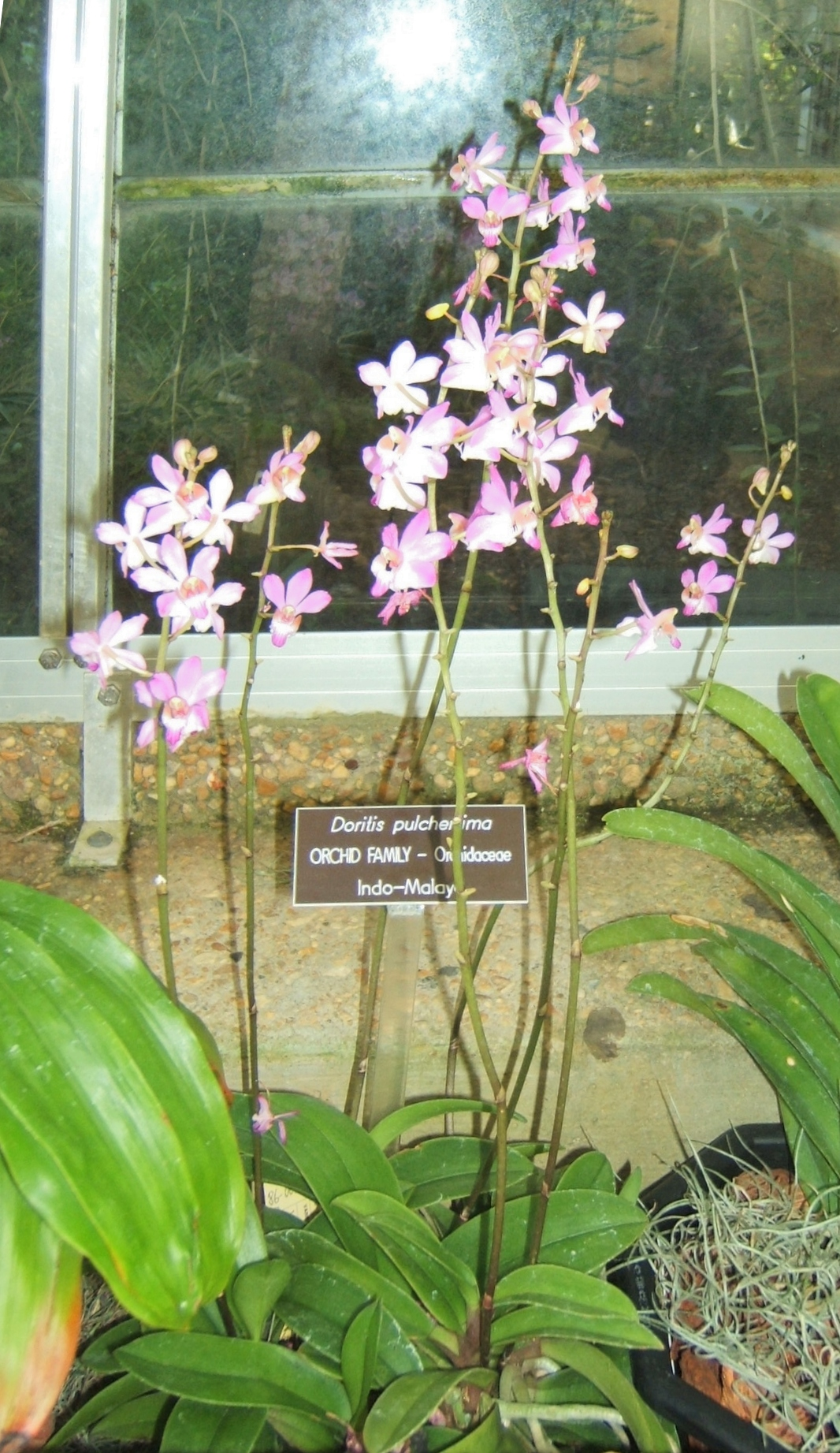